# Toivionjärvi (sjö i Mänttä-Filpula, Birkaland)
Toivionjärvi är en sjö i kommunen Mänttä-Filpula i landskapet Birkaland i Finland. Arean är 44 hektar och strandlinjen är 4,28 kilometer lång. Sjön  ingår i Kumo älvs huvudavrinningsområde.   Den ligger omkring 67 kilometer nordöst om Tammerfors och omkring 200 kilometer norr om Helsingfors. 
I sjön finns ön Ahvenkivi. 